# Лядихово (Рязанская область)
Лядихово — деревня в Старожиловском районе Рязанской области России, входит в Старожиловское городское поселение.
Расположена в 35 км к югу от центра Рязани.

## История
Лядихово (Лядвеховская) упоминается в писцовых книгах 1627-1629 годов при описании вотчин Рязанского Спасо-Преображенского монастыря. В деревне было 9 дворов. В межевых книгах 1696 года деревня Лядвехово упоминается при описании села Киселёва и церкви Святого Николая, в приход которой входила деревня. В 1859 году в деревне было 45 дворов, в которых проживали 375 человек. В 1885 году в деревне Ледихово насчитывалось 66 дворов.
По состоянию на 2010 год в деревне не было постоянных жителей.

## Население
| 1859 | 1906 | 2010 | 2023 |
| ---- | ---- | ---- | ---- |
| 375  | ↗629 | ↘0   | →0   |

## Известные уроженцы
Хохлов Василий Сосипатрович (1913—1979) — советский деятель машиностроительной и оборонной промышленности, инженер-технолог. Главный технолог Марийского машиностроительного завода (1953―1973). Заслуженный деятель науки и техники Марийской АССР (1965).